# Оборона Торжка
Оборона Торжка — оборона пограничного с Владимиро-Суздальским княжеством города Новгородской республики с 20/22 февраля по 5 марта 1238 года под руководством посадника Иванко против основных сил монголов во главе с чингизидом Батыем и военачальником Субэдэем. Взятие Торжка стало последним эпизодом наступательного этапа первого похода монголов на Русь (из донских степей в направлении Новгорода Великого).
Характерной особенностью обороны была продолжительность: во время первого похода монголов на Русь дольше Торжка защищался только Козельск (7 недель c конца марта по начало мая 1238 года), остальные же, в том числе гораздо более крупные города (Владимир, Рязань), оборонялись не более 6 дней.

## Исторический контекст
На монгольском курултае 1235 года было принято решение усилить действовавший в Европе корпус Субэдэя силами всех 4-х улусов во главе с 12 чингизидами, старшим из которых был назначен Батый. Это считается началом так называемого западного похода монголов, направленного на завоевание Восточной и Центральной Европы.
В зимнюю компанию 1237—1238 годов монголы атаковали Рязанское и Владимиро-Суздальское княжества. Они взяли Рязань, разбили русские войска под Коломной, взяли Владимир, столицу Северо-Восточной Руси. Далее второстепенные силы во главе с Бурундаем отправились разорять Поволжье, разбили на Сити войско Юрия Всеволодовича владимирского и 4 марта были в Шернском лесу примерно в 140 км восточнее Торжка. Воскресенский список «Русского хронографа» относит сюда и падение Вологды — также новгородского пограничного города, однако достоверность этих сведений ставится под сомнение.
Основные же силы монголов с Батыем, другими чингизидами и Субэдэем прошли за две недели от Владимира до Торжка через Переяславль-Залесский (сопротивлялся 5 дней) и Тверь. Также эти силы по пути к Твери взяли другой новгородский пограничный город — Волок Ламский.
Летопись отдельно сообщает, что новгородцы своему пограничному городу не помогли. При этом известно, что Юрий Всеволодович владимирский ожидал полки братьев своих Ярослава и Святослава на Сити в интервале 150-250 км северо-западнее Торжка. Поскольку Ярослав (к владениям которого относились Переяславль-Залесский, Тверь и Дмитров) с 1231 года был новгородским князем, а с 1236 года находился в Киеве, историки толкуют известие как ожидание Юрием новгородских полков. Однако, об участии новгородцев в битве на Сити неизвестно. Скрынников Р. Г. выдвигал идею о том, что Ярослав, признавший верховную власть монголов в 1243 году, мог иметь какие-то договорённости с ними уже к началу нашествия, однако его версия не получила поддержки среди историков.

## Осада
Традиционно датой начала осады считается 22 февраля. Дата оспорена Хрусталёвым Д. Г. в пользу 20 февраля, в этом случае осада продолжалась ровно 2 недели, а не 12 дней.

Оттолѣ же придоща безаконьнии, и оступиша Торжекъ на сборъ чистои недѣли, и отыниша тыномь всь около, якоже инии гради имаху; и бишася ту оканнии порокы по двѣ недѣли, и изнемогошася людье въ градѣ, а из Новагорода имъ не бы помочи, но уже кто же собѣ сталъ бѣ в недоумѣнии и страсѣ; и тако погании взяша градъ, и исѣкоша вся 1 от мужьска полу и до женьска, иерѣискыи чин всь и черноризьскыи, а все изъобнажено и поругано, горкою и бѣдною смертью предаша душа своя господеви, мѣсяца марта въ 5, на память святого мученика Никона, въ среду средохрестьную. Туже убьени быша Иванко, посадникъ новоторжьскыи, Якимъ Влоуньковичь, Глѣбъ Борисовичь, Михаило Моисиевичь.

Пасха в 1238 году была 4 апреля, Великий пост начался в понедельник 15 февраля, а Сборное воскресение выпадало на 21 февраля.
Летопись сообщает, что перед штурмом монголы отыниша город, как Рязань и Владимир, то есть возвели частокол вокруг крепости для защиты камнемётов от возможных вылазок осаждённых. В числе погибших оказался посадник Иванко, отождествляемый историками со сторонником суздальских князей и бывшим новгородским посадником (1220—1229) Иванко Дмитровичем и трое названных летописцем по имени бояр: Яким Влоункович, Глеб Борисович и Михайло Моисеевич.
Что касается даты падения города, то Средокрестная неделя — это 4-я неделя великого поста, в 1238 году она была с 8 по 14 марта, и среда на этой неделе — 10-е марта, в то время как 5-е марта было пятницей предыдущей недели.

## Археологические раскопки
Укрепления Торжка состояли из двух частей, представленных в настоящее время двумя городищами выше и ниже по течению Тверцы на её правом, западном берегу. На левом, восточном берегу находился посад. Слой пожара 1238 г. достигает мощности 30-50 см, в нем обнаружены человеческие кости и спекшиеся от огня остатки икон. Раскопки 1984-1985 гг. в южной части Нижнего городища показали, что мощные срубы крепостной стены 1164-1187 гг. после 1238 г. были заменены на частокол, сооруженный из остатков построек 1202-1207 гг., а новая срубная стена была возведена только в 1288 г. Последний домонгольский настил набережной улицы, сооруженный в 1218 г., также был возобновлен в 1288 г., лишь спустя 70 лет.

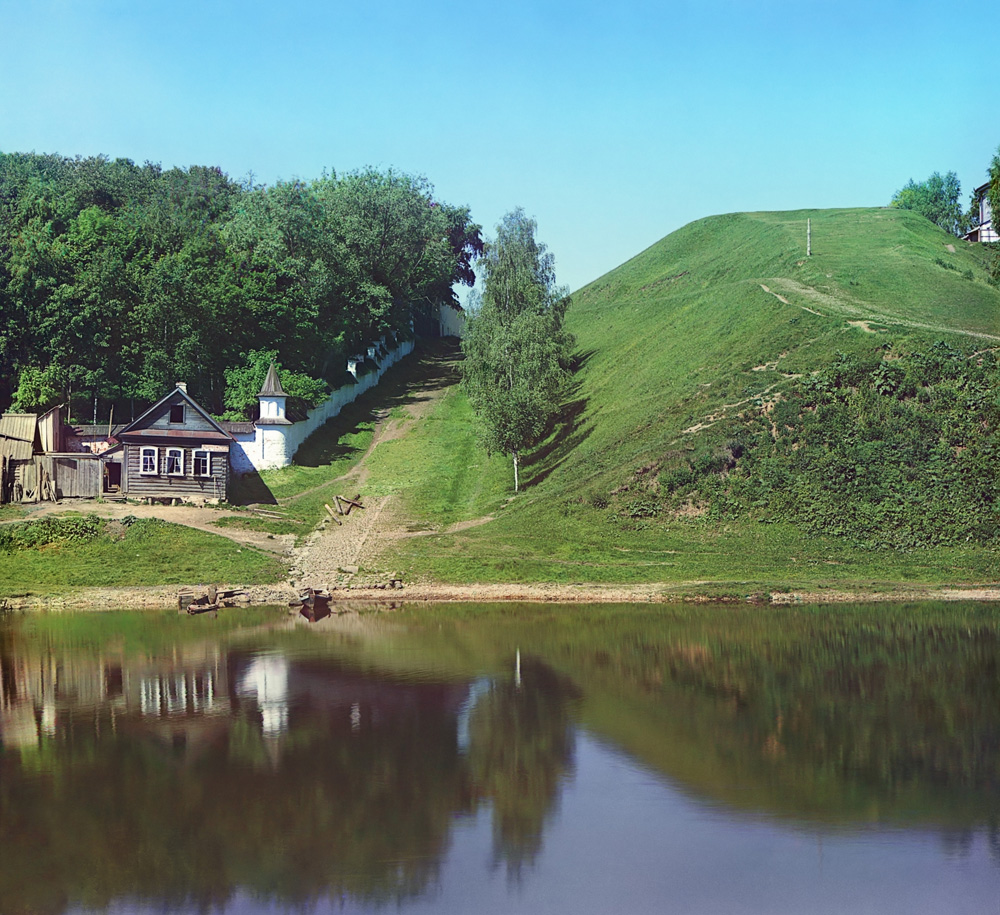
Крепостной вал в начале XX века
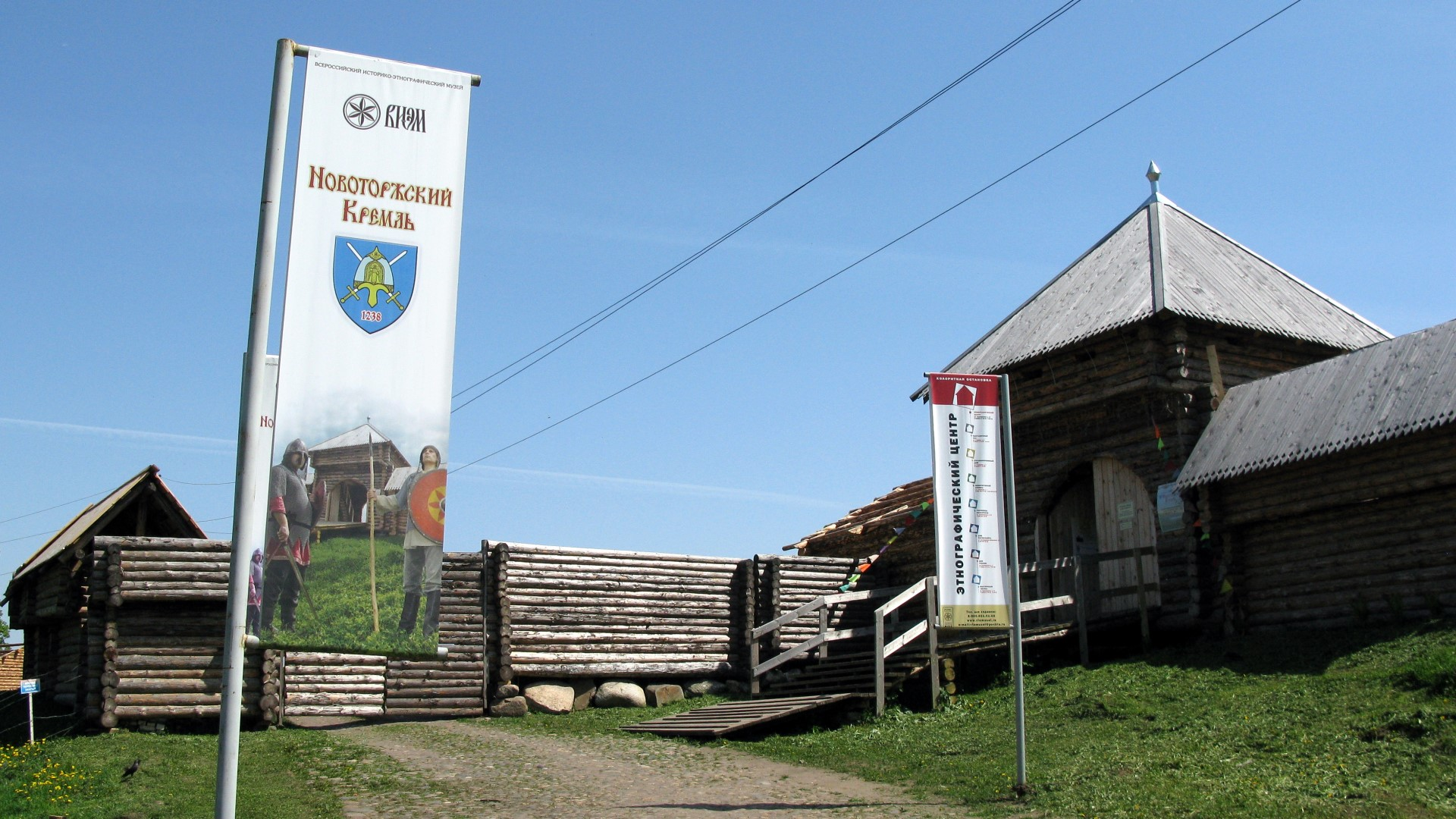
Новоторжский Кремль (современная реконструкция, фрагмент)
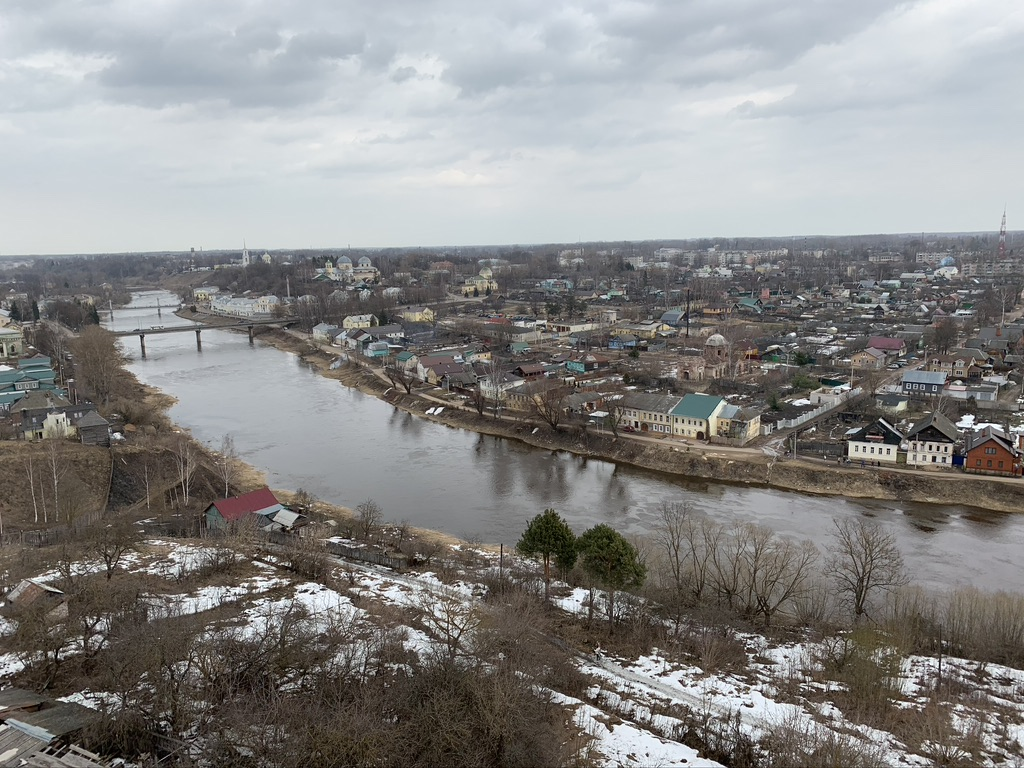
Зимний вид на Тверцу от Борисоглебского монастыря